# Elena Drobychevskaja
Elena Drobychevskaja Werner (em bielorrusso:  Алена Драбычэўская; nascida em 1968, em Minsk) é uma artista e designer gráfica bielorrussa.